# Поверхностно-активное вещество
Пове́рхностно-акти́вное вещество (ПАВ, тензид) — химическое соединение, которое вызывает снижение поверхностного натяжения, концентрируясь на поверхности раздела термодинамических фаз (например, на границах раздела жидкости и твердого вещества, двух различных жидкостей, жидкости и газа). Является одним из предметов изучения в коллоидной химии.  
ПАВ входят в число наиболее широко распространенных и коммерчески значимых химических реагентов как в промышленности, так и в быту. Мыла и синтетические ПАВ являются основными действующими компонентом моющих средств. Также ПАВ активно используются в качестве эмульгаторов, смачивателей, пенообразователей, диспергаторов и антистатических добавок.   
К ПАВ относятся обычные мыла (смесь натриевых солей высших жирных карбоновых кислот — олеата, стеарата натрия и т. п.) и синтетические ПАВ (синтетические моющие средства), а также спирты, карбоновые кислоты, соли тетраалкиламмония и другие классы химических соединений. Подавляющее большинство  применяемых ПАВ — продукция химической промышленности.   
Сопутствующие поверхностно-активные вещества (со-ПАВ) — химические соединения, которые обладают свойством ПАВ, но предназначены для поддержания, усиления, и активации других свойств основного ПАВ. Например, для повышения растворимости малорастворимых компонентов или поддержания пенообразующей способности.

## Поверхностная активность
Основной количественной характеристикой ПАВ является поверхностная активность — способность вещества снижать поверхностное натяжение на границе раздела фаз — это производная поверхностного натяжения по концентрации ПАВ при стремлении концентрации к нулю. Однако ПАВ имеет предел растворимости (так называемую критическую концентрацию мицеллообразования, или ККМ), с достижением которого при дальнейшем добавлении ПАВ в раствор его концентрация на границе раздела фаз остаётся постоянной, но при этом происходит самоорганизация молекул ПАВ в объёмном растворе (мицеллообразование или агрегация). В результате такой агрегации образуются так называемые мицеллы. Отличительным признаком мицеллообразования служит помутнение раствора ПАВ. Водные растворы ПАВ при этом также приобретают голубоватый (студенистый) оттенок за счёт преломления света мицеллами (опалесценция).
Методы определения ККМ:
- метод поверхностного натяжения;
- метод измерения краевого угла (угла смачивания) с твёрдой или жидкой поверхностью (contact angle);
- метод вращающейся капли (spindrop, spinning drop);

## Строение ПАВ
Как правило, ПАВ — органические соединения, имеющие амфифильное строение, то есть их молекулы имеют в своём составе полярную часть —  гидрофильный фрагмент (функциональные группы -ОН, -СООН, -SО3H, -O- и т. п., или, чаще, их соли -ОNa, -СООNa, -SО3Na и т. п.)  и неполярную  (углеводородную) часть — гидрофобный фрагмент.

## Классификация ПАВ
- Ионогенные ПАВ
  - Катионные ПАВ (соли тетраалкиламмония, содержащие один или два алкильных фрагмента с 10 и более атомами углерода)
  - Анионные ПАВ (алкилсульфаты, линейные алкилбензолсульфаты, алкилполиэфирсульфаты, соли высших жирных кислот)
  - Амфотерные (цвиттер-ионные) ПАВ (бетаины, содержащие при атоме азота алкильный фрагмент с 10 и более атомами углерода )
- Неионогенные ПАВ
  - Алкилполиглюкозиды
  - Алкилполиэтоксилаты и полимерные производные других диолов

## Технология производства
Важнейшим сырьём в производстве современных поверхностно-активных веществ для синтетических моющих средств являются высшие жирные спирты (ВЖС), этиленгликоль и пропиленгликоль, додецилбензол, которые далее перерабатываются в неионогенные или анионные ПАВ. Предложенная ниже схема иллюстрирует методы переработки ВЖС в различные ПАВ:[стр. 5].
Мировой объём использования высших жирных спиртов в производстве ПАВ в 2000 году составил 1,68 млн тонн:[стр. 6]. В 2003 году около 2,5 млн тонн ПАВ было произведено на основе высших жирных спиртов.

### Применение высших жирных спиртов для производства поверхностно-активных веществ
| Класс ПАВ        | Вид ПАВ               | Химическая формула                             | Реагент для синтеза                                     | Схема синтеза | Источники                     |
| ---------------- | --------------------- | ---------------------------------------------- | ------------------------------------------------------- | --- | ----------------------------- |
| Неионогенные ПАВ | Алкилполиэтоксилаты   | R−O−(CH2CH2O)nH                                | окись этилена                                           | ROH + n(CH2CH2)O → RO−(CH2CH2O)nH Реакция протекает в присутствии щёлочи при температуре до 160°С и давлении до 0,55 МПа. Обычно используют C9—C15 спирты в сочетании с 6—7 молями этиленоксида.                                                        | :[стр. 31, 35]:[стр. 137—139] |
| Неионогенные ПАВ | Алкилполипропоксилаты | R−O−(CH2CH(CH3)O)nH                            | окись пропилена                                         | ROH + n(CH2CH2)O → RO−(CH2CH2O)nH Реакция протекает в присутствии щёлочи при температуре до 160°С и давлении до 0,55 МПа. Обычно используют C9—C15 спирты в сочетании с 6—7 молями этиленоксида.                                                        | :[стр. 31, 35]:[стр. 137—139] |
| Неионогенные ПАВ | Алкилполибутоксилаты  | R−O−(CH2CH(C2H5)O)nH                           | окись бутилена                                          | ROH + n(CH2CH2)O → RO−(CH2CH2O)nH Реакция протекает в присутствии щёлочи при температуре до 160°С и давлении до 0,55 МПа. Обычно используют C9—C15 спирты в сочетании с 6—7 молями этиленоксида.                                                        | :[стр. 31, 35]:[стр. 137—139] |
| Неионогенные ПАВ | Алкилгликозиды        | R−(O−C6H10O5)nH                                | глюкоза                                                 | ROH + nC6C12O6 → R−(O−C6H10O5)nH+nH2O Реакция протекает в присутствии сульфокислот при температуре до 140°С. Другой вариант — предварительное получение бутиловых эфиров с последующей переэтерификацией. Число гликозидных групп колеблется от 1 до 3. | :[стр. 38] :[стр. 149]        |
| Анионные ПАВ     | Карбоксиэтоксилаты    | R−O−(CH2CH2O)nСH2COOH                          | хлоруксусная кислота                                    | RO(CH2CH2O)nH + ClCH2COOH → RO(CH2CH2O)nСH2COOH + HCl Реакция протекает в присутствии щёлочи, кислота выделяется подкислением водного раствора и отделением водно-солевой фазы.                                                                         | :[стр. 40] :[стр. 126—127]    |
| Анионные ПАВ     | Фосфаты и полифосфаты | ROP(OH)2O; (RO)2P(OH)O                         | оксид фосфора(V)                                        | 3ROH + P2O5 → ROP(OH)2O +(RO)2P(OH)O Добавление порошкообразного оксида фосфора к безводным спиртам в безводной среде при 50—70 °С и интенсивном перемешивании.                                                                                         | :[стр. 54] :[стр. 122—123]    |
| Анионные ПАВ     | Сульфосукцинаты       | ROC(O)CH2CH(SO3Na)COOH; ROC(O)CH2CH(SO3Na)COOR | малеиновый ангидрид, сульфит натрия                     | ROH + (COCH=CHCO)O → ROC(O)CH=CHCOOH ROC(O)CH=CHCOOH + Na2SO3 → ROC(O)CH2CH(SO3Na)COONa Этерификация спиртов малеиновым ангидридом (T до 100 °С) и дальнейшее присоединение к эфиру сульфита натрия пр нагревании.                                      | :[стр. 52—53]                 |
| Анионные ПАВ     | Алкилсульфаты         | R−O−SO3H                                       | серная кислота, оксид серы(VI), хлорсульфоновая кислота | ROH + SO3 → ROSO3H Прямое сульфирование спиртов при последующей нейтрализации раствора щелочью. | :[стр. 55—56]                 |
| Анионные ПАВ     | Алкилполиэфирсульфаты | R−(CH2CH2O)nOSO3H                              | серная кислота, оксид серы(VI), хлорсульфоновая кислота | ROH + SO3 → ROSO3H Прямое сульфирование спиртов при последующей нейтрализации раствора щелочью. | :[стр. 55—56]                 |

Также в производстве ПАВ используются и некоторые другие спирты: глицерин (сложные эфиры с жирными кислотами — эмульгаторы), сорбит (сорбитаны), моноэтаноламин и диэтаноламин (алканоламиды).

## Влияние ПАВ на компоненты окружающей среды
ПАВ делятся на те, которые быстро разрушаются в окружающей среде, и те, которые не разрушаются и могут накапливаться в организмах в недопустимых концентрациях. Один из основных негативных эффектов ПАВ в окружающей среде — понижение поверхностного натяжения. Например в океане изменение поверхностного натяжения приводит к снижению показателя удерживания CO2 и кислорода в массе воды. Только немногие ПАВ считаются безопасными (алкилполиглюкозиды), так как продуктами их деградации являются углеводы. Однако при адсорбировании ПАВ на поверхности частичек земли/песка степень/скорость их деградации снижаются многократно. Так как почти все ПАВ, используемые в промышленности и домашнем хозяйстве, имеют положительную адсорбцию на частичках земли, песка, глины, при нормальных условиях они могут высвобождать (десорбировать) ионы тяжёлых металлов, удерживаемые этими частичками, и тем самым повышать риск попадания данных веществ в организм человека.

## Области применения
- Моющие средства. Основное применение ПАВ — в качестве активного компонента моющих и чистящих средств (в том числе, применяемых для дезактивации), мыла, для ухода за помещениями, посудой, одеждой, вещами, автомобилями и пр. В 2007 году в России было произведено более 1 млн тонн синтетических моющих средств, главным образом — стиральных порошков. В настоящее время самым распространенным ПАВ в синтетических моющих средствах является алкилбензосульфонаты. FAS может быть получен из растительного сырья, например, рапсового масла или масла кокоса. Катионные  ПАВ активно используются в синтетических средствах для «щадящей» стирки, так как играют роль смазки. Неионогенные ПАВ не образуют ионы в водных растворах и, по этой причине, невосприимчивы к жесткости воды, демонстрируют высокую эффективность даже при низких концентрациях и низких температурах стирки, не образуют много пены и препятствуют потемнению белья. Сапонин, полученный из мыльнянки или стиральных орешков (Waschnussen), принадлежит к неионогенным ПАВ. Другим примером неионогенного ПАВ является сахарный алкилполиглюкозид (APG), добываемый из возобновляемого сырья: кукурузы, сахарного тростника и кокосового ореха. APG является биологически разлагаемым и имеет отличную совместимость с кожей. Именно эти ПАВ используются в натуральных стиральных порошках
- Наука. ПАВ широко применяются в исследованиях, например, в биологии для разрушения клеточных мембран в целях выделения компонентов клеток (белки, хроматин, РНК) для непосредственного их анализа (вестерн-блот, количественная ПЦР) или использования в других экспериментах (иммунопреципитация белковых комплексов (Co-IP, хроматина (ChIP)[англ.], РНК (RIP) и пр.).
- Косметика. Основное использование ПАВ в косметике — шампуни, где содержание ПАВ может достигать десятков процентов от общего объёма. Также ПАВ используются в небольших количествах в зубной пасте, лосьонах, тониках и других продуктах.
- Текстильная промышленность. ПАВ используются в основном для снятия статического электричества с волокон синтетической ткани.
- Кожевенная промышленность. Защита кожаных изделий от лёгких повреждений и слипания.
- Лакокрасочная промышленность. ПАВ используются для снижения поверхностного натяжения ЛКМ, что обеспечивает более лёгкое его проникновение в маленькие углубления на обрабатываемой поверхности и их заполнение с вытеснением при этом оттуда другого вещества (например, воды). Другим названием ПАВ в этой области является смачивание наполнителей (пигменты, твердые целевые добавки) в процессе производства ЛКМ, а также поддержания их во взвешенном состоянии в течение срока хранения материала.
- Бумажная промышленность. ПАВ используются для отделения чернил от целлюлозы при переработке макулатуры. Молекулы ПАВ, адсорбируясь на пигменте чернил, делает его гидрофобным. Далее воздух пропускается через раствор пигмента и целлюлозы. Пузырьки воздуха адсорбируются на гидрофобной части ПАВ и частички пигмента всплывают на поверхность (см. флотация).
- Металлургия. Эмульсии ПАВ используются для смазки прокатных станов и снижения трения. Выдерживают высокие температуры, при которых сгорает масло.
- Защита растений. ПАВ широко используются в агрономии и сельском хозяйстве для образования эмульсий пестицидов. Используются также для повышения эффективности транспортировки питательных компонентов к растениям через мембранные стенки их клеток (см. внекорневая подкормка).
- Пищевая промышленность. ПАВ в виде эмульгаторов (например, лецитин) добавляют для улучшения качества мороженого, шоколада, взбитых сливок, соусов, печенья и других блюд.
- Нефтедобыча. ПАВ применяются для гидрофобизации призабойной зоны пласта (ПЗП) с целью увеличения нефтеотдачи.
- Строительство. ПАВ[источник не указан 4867 дней], называемые пластификаторами, добавляют к цементно-песчаным смесям и бетонам для уменьшения их водопотребности при сохранении подвижности. Это увеличивает конечную прочность (марку) затвердевшего материала, его плотность, морозостойкость, водонепроницаемость.
- Медицина. Катионные и анионные ПАВ применяют в хирургии в качестве антисептиков. Например, четвертичные аммониевые основания приблизительно в 300 раз эффективнее фенола по губительному действию в отношении микроорганизмов. Антимикробное действие ПАВ связывают с их влиянием на проницаемость клеточных мембран, а также ингибирующим действием на ферментативные системы микроорганизмов. Неионогенные ПАВ практически не обладают противомикробным действием.
- Теплоэнергетика. ПАВ применяются для обработки функциональных поверхностей систем теплоснабжения, а также рабочих поверхностей теплообменного оборудования с целью повышения гидрофобности и увеличения краевого угла смачиваемости, что приводит к ряду положительных эффектов, таких как: многократное снижение скорости протекания коррозионных процессов; уменьшение гидравлического сопротивления; удаление накопившихся отложений с поверхностей оборудования и трубопроводов и предотвращение образования новых отложений[6].

## Объём производства
В 2008 году годовой объём производства ПАВ составил 13 миллионов тонн. В 2012 году объём рынка ПАВ составлял 26,8 миллиарда долларов, к 2016 году ожидается рост до 31 миллиарда, а к 2020 — до 36 миллиардов.

## Сопутствующие ПАВ
Со-ПАВ не применяются без основного ПАВ. Могут иметь такие дополнительные функции, как солюбилизирующее действие, снижение статического электрического заряда (волос, ткани), стабилизирующее действие на гелеобразующие компоненты, усиление или, наоборот, подавление пенообразования, стабилизация пены и т. д. Пример соПАВ: каприлглюкозид.